# 中国科学院哲学社会科学部
中国科学院哲学社会科学部，是1955年成立的中国科学院四个学部之一，下设7个研究所，中国科学院院长郭沫若兼任哲学社会科学学部主任。潘梓年任副主任。

## 历史
1977年5月7日，中共中央批准了4月5日中国科学院哲学社会科学部递交的《关于哲学社会科学学部改变名称的请示报告》，决定将中国科学院哲学社会科学部改名为“中国社会科学院”。1977年11月24日，中国社会科学院印章正式启用，胡乔木任中国社科院院长、党组书记。